# Gastrosericus albidaaensis
Gastrosericus albidaaensis (лат.) — вид песочных ос рода Gastrosericus из подсемейства Crabroninae (триба Larrini).

## Распространение
Объединённые Арабские Эмираты (Аравийский полуостров).

## Описание
Роющие осы среднего размера (менее 1 см). Основной цвет чёрный, но следующие части ярко-красные: мандибулы, кроме чёрной вершины, наличник (может быть жёлтым), щитик ниже вершины, пронотум, пронотальная лопасть (последняя более жёлтая, чем красная, также скрыта под опушением), брюшко, ноги, включая тазики, тегулы и жилки крыльев. Нижние части проподеума с небольшим количеством красного. Gastrosericus albidaaensis является членом группы видов G. moricei (характеризуется прижатыми волосками на щеке, щетинковидными прижатыми волосками на пигидиальной пластинке и пучком длинных волосков на некоторых стернитах у самцов). Самку можно узнать по особой комбинации признаков: наличник с медиальной выемкой, его апикальный край наличника лишь слегка выдается медиально (отчётливо выдается у G. thoth из Египта), а задний тарзомер V такой же длины, как задний тарзомер II. У сходного G. sanctus задний тарзомер V короче, а наличник частично жёлтый у последнего и черный у G. albidaaensis. Этот вид также отличается от родственных видов более крупным размером тела. Самец характеризуется заостренным зубцом на апикальном крае наличника и большими пучками длинного белого вдавленного опушения на стернитах III и IV. Стерит VII округлёна в апикальной части. Этот вид назван в честь заповедника Аль-Бидаа (Al Bida’a Protected Area), расположенного недалеко от Абу-Даби, с высоким разнообразием видов ос. Там были собраны некоторые паратипы нового вида.